# Seminarium Annuntiationis
Das Seminarium Annuntiationis (chinesisch 領報修院 / 领报修院, Pinyin Lǐngbào xiūyuàn) ist eine von 1895 bis 1908 im neogotischen französischen Stil erbaute katholische Kirche im Dorf Shuyuancun 書院村 / 书院村 der Großgemeinde Bailu 白鹿鎮 / 白鹿镇 von Pengzhou, Chengdu, in der südwestchinesischen Provinz Sichuan. Sie gehörte zur römisch-katholischen Diözese Chengdu. Später diente die Anlage als Seminar für die Ausbildung katholischer Missionare für Südwestchina. 1934 wurden Nebengebäude durch einen Schlammstrom zerstört und sie wurde in der Folge aufgegeben. Sie galt weiterhin als beliebte Kulisse für chinesische Hochzeiten.
Seit 2006 steht das Seminarium Annuntiationis auf der Liste der Denkmäler der Volksrepublik China (6-1039).
Bei dem schweren Erdbeben von Wenchuan am 12. Mai 2008 wurde die gesamte Anlage fast völlig zerstört.